# Sirotčí svaz
Východočeský husitský svaz byl radikálním husitským uskupením měst a šlechty ustanoveným v roce 1423 z iniciativy Jana Žižky, po jeho smrti 11. října 1424 se příslušníci svazu začali označovat jako sirotci (lat. Orphani) a uskupení nese označení sirotčí svaz či sirotčí bratrstvo. Východočeský svaz byl zformován splynutím Žižkovy části táborského svazu (bratrstvo Menšího či Nového Tábora) s orebity. Na rozdíl od táborského svazu zde výraznou roli stejně jako v původním orebském svazu hrála šlechta, na úkor měst a radikálních kněží, jak tomu bylo právě v Táboře. Mezi nejdůležitější osobnosti sirotků patřili Jan Žižka z Trocnova (vlastně ještě v době Menšího Tábora), kněz Ambrož z Hradce, Viktorin z Kunštátu na Liticích a Pardubicích, Jan Královec z Hrádku, Kuneš z Bělovic, Jan Roháč z Dubé, Jan Čapek ze Sán, Prokop Malý či Jakub Vlk. Hlavním centrem svazu bylo královnino věnné město Hradec Králové.

## Historie

### Pod vedením Jana Žižky

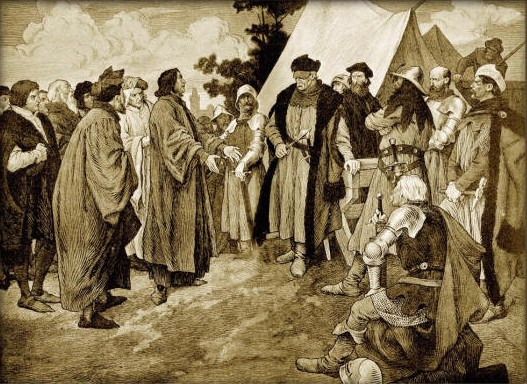
Jan Žižka v rozhovoru s Janem Rokycanou před Prahou roku 1424

Na jaře roku 1423 se vojevůdce Jan Žižka ve zlém rozešel s táborským svazem a začal ve východních Čechách budovat tzv. Menší Tábor. Pod Žižkovu moc byli postupně zahrnuti i původní východočeští husité-orebité vedení Žižkovým přítelem knězem Ambrožem z Hradce. Svaz Menšího Tábora se po svém založení v Německém Brodě 8. března 1423 zpočátku opíral zejména o bývalou táborskou polní obec a orebskou a táborskou šlechtu. Vzrůstající moc slepého hejtmana se nelíbila zemskému panstvu a Čeněk z Vartemberka proti Žižkovi vytáhl. 20. dubna 1423 jej Jan Žižka porazil v bitvě u Hořic. V červenci Žižka obsadil Hradec Králové, který do té doby patřil husitskému šlechtici Diviši Bořkovi z Miletínka. V létě došlo k vůbec prvnímu střetu mezi husitskými vojsky. 4. srpna 1423 porazil slepý hejtman bývalého spojence Diviše Bořka z Miletínka v bitvě u Strauchova dvora. Patrně v září 1423 byl vydán Žižkův vojenský řád, který byl sirotky vždy dodržován.
6. ledna 1424 porazil Žižka katolické šlechtice v bitvě u České Skalice a 7. června 1424 rozdrtil spojené pražany a kališnickou a katolickou šlechtu v bitvě u Malešova. K bratrstvu Menšího Tábora postupně připojil města Hradec Králové, Čáslav, Jaroměř, Dvůr Králové a Trutnov. Pod tíhou krvavých porážek se téměř rozpadl pražský městský svaz. Vojsko východočeského svazu poté táhlo k samotné Praze, kterou byl Žižka rozhodnut za její zradu ztrestat. Od krveprolití ho až 14. září odradil Jan Rokycana smírem na Špitálském poli. Místo boje došlo k vzájemné dohodě a spojené husitské armády vytáhly na Moravu proti vojsku Albrechta Habsburského. Před obleženou Přibyslaví však Jan Žižka 11. října 1424 zemřel.

### Období 1424–1434

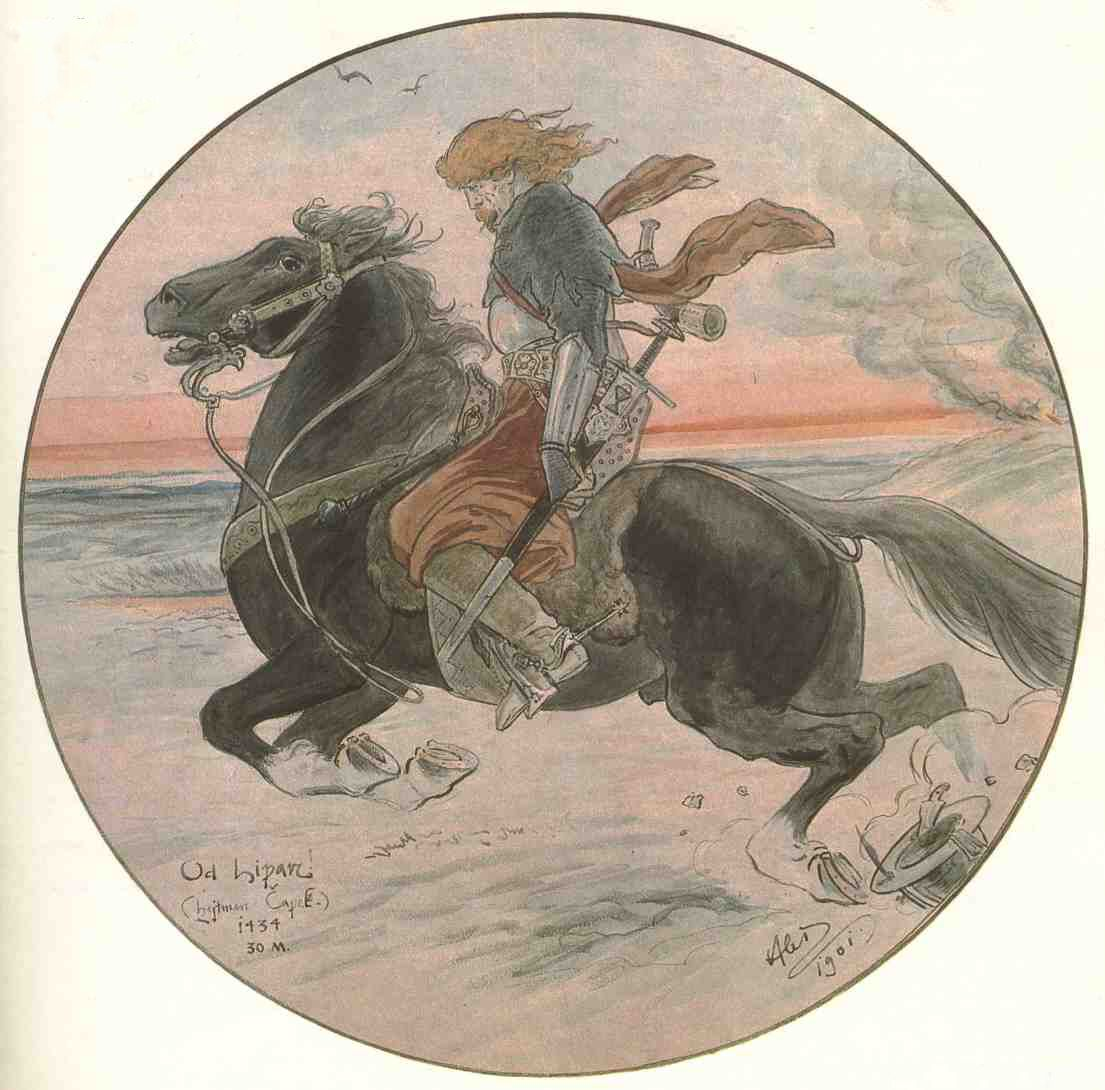
Sirotčí velitel Jan Čapek ze Sán

Ambrož z Hradce odvezl tělo mrtvého velitele do Hradce Králové, kde bylo pohřbeno v kostele sv. Ducha (později byly ostatky přeneseny do Čáslavi). Pravděpodobně na popud samotného Ambrože si od té doby východočeští husité začali říkat sirotci. Pod vrchním velením táborského hejtmana Prokopa Holého, se sirotci zúčastnili krvavé bitvy u Ústí. Po vítězství v bitvě u Světlé v roce 1427 se husitům otevřela cesta pro spanilé jízdy. V květnu vyplenila spojená vojska sirotků a táborů Horní Lužici a Slezsko. 4. srpna 1427 byla spojenými kališníky rozehnána třetí křížová výprava v bitvě u Tachova. Od roku 1428 stál v duchovním čele sirotků kněz Prokop Malý zvaný Prokůpek. Na jaře roku 1428 spojená husitská vojska protáhla skrz Horní Uhry a Slezsko. Zmocnila se měst Uherského Brodu, Ostravy, Osoblahy, Hlohova a dalších a s obrovskou kořistí se vrátila domů. V roce 1429 plenili sirotci Horní Falc a v roce 1430 Horní Uhry.
V letech 1431–1434 se vrchním sirotčím hejtmanem stal Jan Čapek ze Sán. 14. srpna 1431 byla poslední křížová výprava rozprášena spojenými husitskými vojsky v bitvě u Domažlic. Na podzim byli sirotci vedení Janem Čapkem drtivě poraženi uherským vojskem na jižním Slovensku v Pováží. V létě roku 1433 podnikly sirotčí oddíly vedené Janem Čapkem ze Sán slavnou rejsu na pomoc polskému králi Vladislavu Jagellovi, přičemž se dostaly až k Baltu. Po nezdaru u obležené Plzně, se radikálové (sirotci a táboři) pod vrchním velením Prokopa Holého střetli s panskou jednotou (umírněná husitská šlechta a katolíci) 30. května 1434 v bitvě u Lipan. Radikálové byli drtivě poraženi. V boji padli vůdci Prokop Holý a Prokop Malý. Jan Čapek ze Sán s jízdou opustil bojiště. Po bitvě bylo ve stodolách nedaleko bitevního pole upáleno na 700 zajatých radikálů. Z této rány se již sirotčí svaz nevzpamatoval a v podstatě zanikl. Pouze načas se ještě naposledy od 27. září 1436 do 3. března 1437 vlády v Hradci Králové zmocnil radikální kněz Ambrož. Poté se i Hradec Králové usmířil s císařem Zikmundem Lucemburským.

## Města ovládaná sirotčím svazem

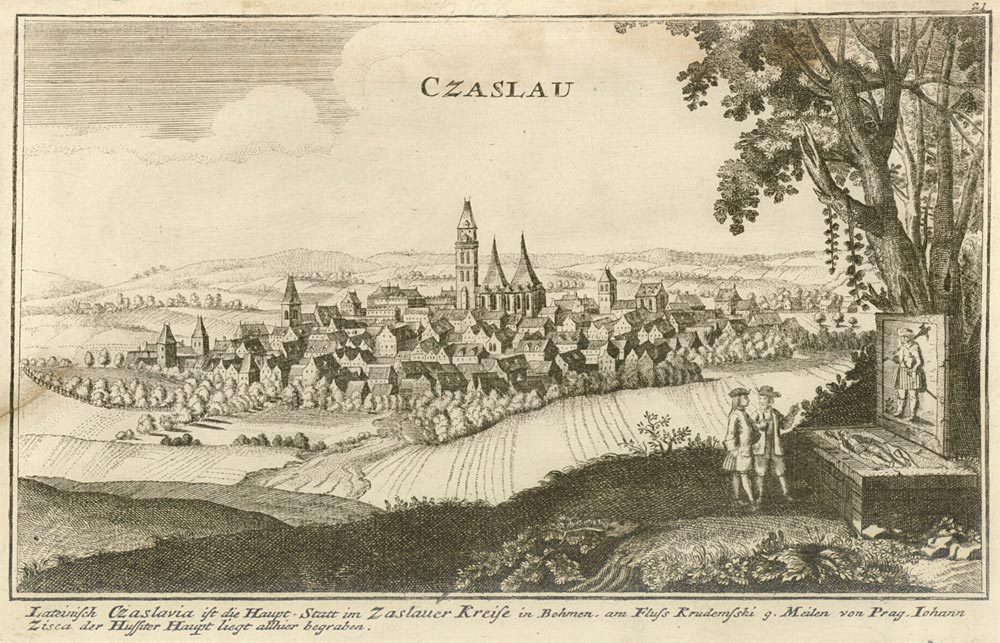
Čáslav v roce 1650. V pravém dolním rohu je zobrazen údajný Žižkův hrob.

| - Hradec Králové - Vysoké Mýto - Čáslav - Kouřim - Kolín (od roku 1427) - Kutná Hora (kondominium s tábority) - Trutnov - Nové Město pražské (od 1428) - Český Brod - Mladá Boleslav | - Dvůr Králové - Tachov (od 1427) - Bělá pod Bezdězem - Česká Lípa - Litomyšl (od roku 1427) - Náchod - Český Dub - Polička - Mnichovo Hradiště - Poděbrady | - Jičín - Nový Bydžov - Přibyslav - Pardubice - Rychnov nad Kněžnou - Uherský Brod (Morava) - Topoľčany (Slovensko) - Skalice (Slovensko) |

## Šlechta na straně sirotčího svazu

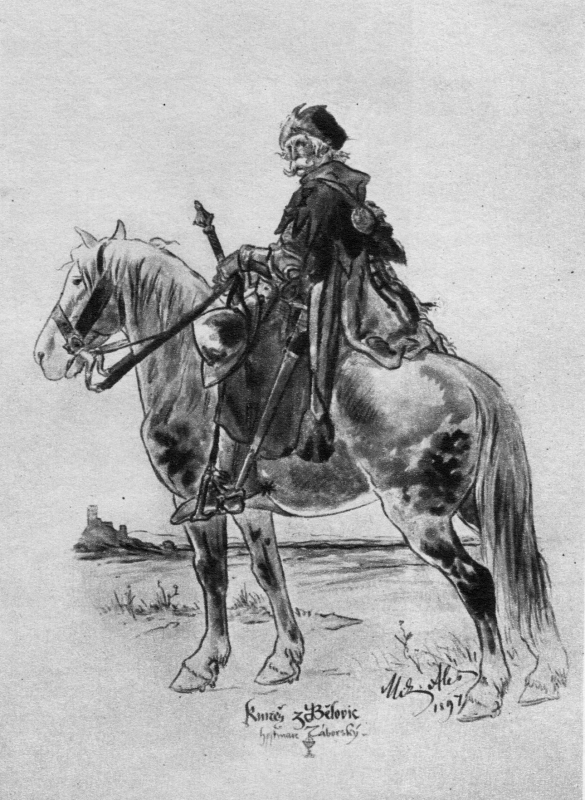
Sirotčí hejtman Kuneš z Bělovic na ilustraci Mikoláše Alše z roku 1897

| - Jan Roháč z Dubé - Jan Kolúch z Vesce - Čáslav Kaplíř ze Sulevic - Vilém Jeník z Mečkova - Jan Hertvík z Rušinova - Vilém Kostka z Postupic - Jan Žampach z Potštejna - Mikuláš starší Trčka z Lípy | - Jiří z Dubé - Jan Baštín z Porostlé - Matěj Salava z Lípy - Jan Krušina z Lichtenburka - Aleš Vřešťovský z Rýzmburka - Mikuláš z Keuschberka - Anežka z Trocnova - Viktorin z Kunštátu na Liticích a Pardubicích | - Jan Královec z Hrádku - Kuneš z Bělovic - Jan Černín z Vysoké - Štěpán Tlach - Václav Kruknar z Lobkovic - Ješice z Valečova |